# Heinrich Ranafier
Heinrich Ranafier (* 17. Juni 1846 in Hamburg-Altona; † 25. November 1930 in Oldenburg) war ein deutscher Ingenieur des Eisenbahnwesens und Geheimer Oberbaurat.

## Leben
Schon in frühen Jahren zeigte Ranafier, der in Altona, zu der Zeit selbstständige Stadt im Dänischen Gesamtstaat, aufwuchs, reges Interesse am Maschinenbau. Bereits zu Schulzeiten arbeitete er praktisch in einer Maschinenfabrik seiner Heimatstadt. Anschließend besuchte er für ein Jahr das Protechnikum Hamburg und studierte danach von 1866 bis 1870 in Hannover Maschinenbau. Dort trat er dem  Corps Saxonia Hannover bei. Anschließend war Ranafier kurzzeitig als Entwurfszeichner bei der damaligen Strousbergschen Maschinenfabrik, der Vorgängerin der Hannoverschen Maschinenbau AG (Hanomag), tätig.
Am 4. November 1870 trat Ranafier als Maschinen-Ingenieur in den höheren technischen Dienst der Großherzoglich Oldenburgische Eisenbahn (GOE) ein.
1873 wurde er zunächst Assistent des Maschinenmeisters und 1876 selbst Maschinenmeister. 1893 erhielt er die Beförderung zum Baurat und gehörte seit 1899 als Maschinentechnisches Mitglied auch der Eisenbahn-Direktion an. 1901 folgte die Beförderung zum Oberbaurat und 1912 zum Geheimen Oberbaurat. Ranafiers Leitung unterstand auch die Beschaffung und Unterhaltung des umfangreichen Personen- und Güterwagenbestands der Eisenbahngesellschaft sowie das Werkstattwesen. Neben seiner Tätigkeit in Ausschüssen führte er zum Teil persönlich außerdem auch die Aufsicht über die Fähren und Dampfschiffe der GOE und hatte sich damit auch ein umfangreiches Fachwissen im Schiffbau angeeignet, sodass er oft auch als Obergutachter und Sachverständiger hierfür herangezogen wurde. Nach 46-jähriger Tätigkeit trat Ranafier am 1. November 1916 in den Ruhestand. Zu den letzten von ihm maßgeblich beeinflussten Lokomotiven der GOE gehörte die 1916 in drei Exemplaren von Hanomag gelieferte Oldenburgische S 10, eine der wenigen Prairie-Lokomotiven der deutschen Eisenbahngeschichte.
Ranafiers Name ist mit der Geschichte der oldenburgischen Staatseisenbahn eng verknüpft. Insbesondere prägte er den Lokomotivbau in wesentlicher Weise. Weiterhin sind mehrere Lokomotiv-spezifische Erfindungen nach ihm benannt. Ab 1909 führte er bei den neubeschafften Lokomotiven die Lentz-Ventilsteuerung ein, an deren Entwicklung er mitgearbeitet hatte und der auf der Brüsseler Weltausstellung 1910 die goldene Medaille zuerkannt wurde.

## Familie
Ranafier war mit Johanne geb. Kahle (1853–1938) verheiratet. Von den vier Kindern des Ehepaares wurde Max Ranafier (1881–1955) ebenfalls Eisenbahningenieur, zuletzt Ministerialrat und Vizepräsident der Reichsbahndirektion Breslau. Er heiratete 1928 die oldenburgische Künstlerin Hedwig Ranafier-Bulling (1882–1961).